# Intel GMA

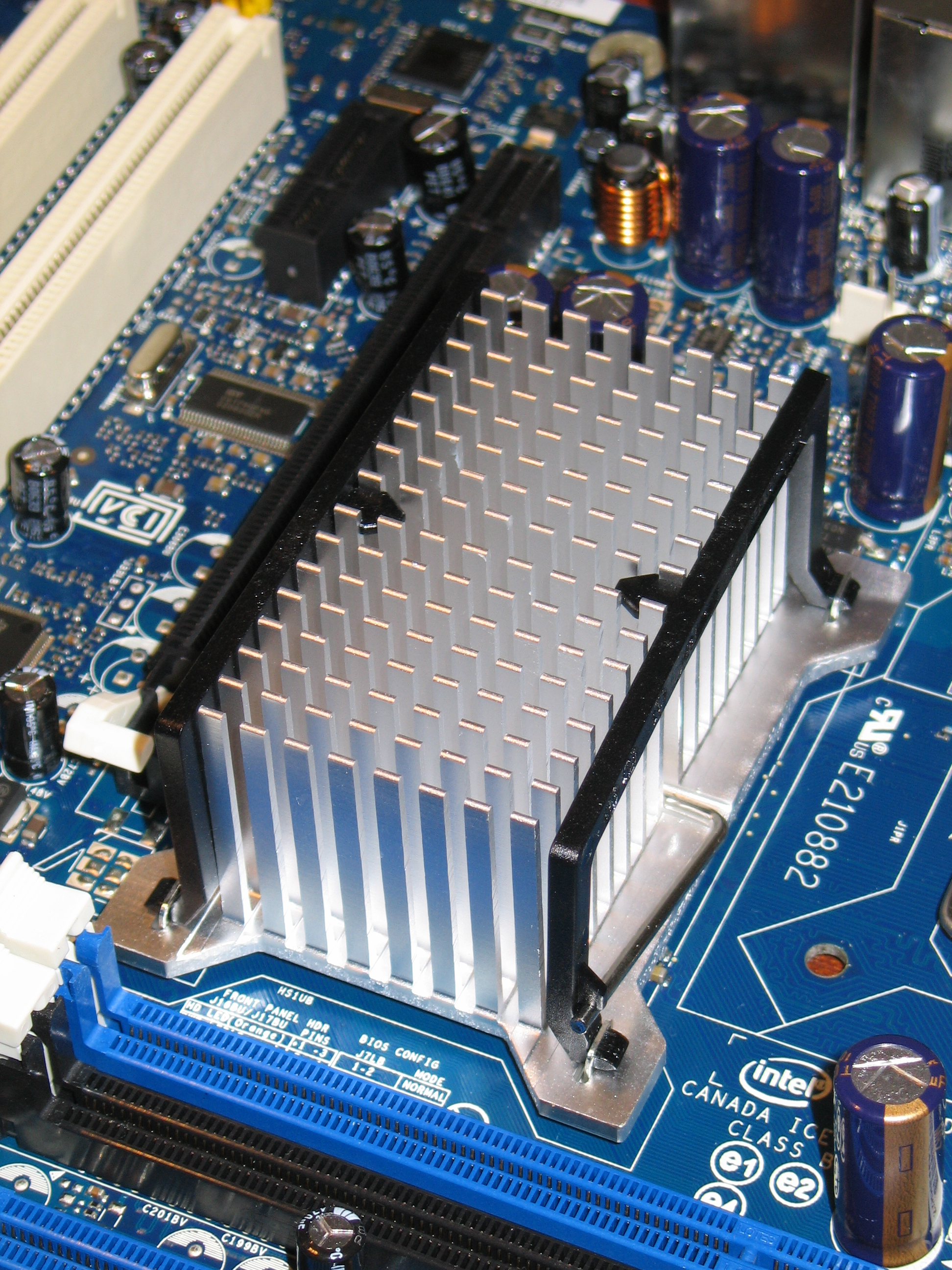
GMA X3000 en una placa base Intel DG965WHMKR (solo es visible el disipador).

Intel Graphics Media Accelerator, o GMA, es una serie de procesadores gráficos integrados, introducidos en 2004 por Intel, sustituyendo a la anterior serie Intel Extreme Graphics.
Esta serie está dirigida al mercado de los gráficos de bajo precio. Los productos de esta serie están integrados en la placa base, tienen poder de procesamiento de gráficos limitado, y usa la memoria principal de la computadora en lugar de una memoria de vídeo dedicada. Se usan normalmente en netbooks, portátiles de bajo precio y computadoras de escritorio, al igual que en computadoras para negocios que no requieren de una gran capacidad gráfica. A principios de 2007, el 90% de todas las placas base de PC vendidas tenían una GPU integrada.

## Historia
La línea de GPUs GMA sustituye la anterior Intel Extreme Graphics, y la línea Intel740, esta última era una unidad discreta en forma de tarjetas AGP y PCI con la tecnología que se desarrolló en las empresas Real3D y Lockheed Martin. Más tarde, Intel integró el núcleo i740 en el chipset Intel 810.
La arquitectura original de los sistemas de GMA soportaba sólo unas pocas funciones en el hardware, y se basó en la CPU huésped para manejar al menos algunas de la canalización de gráficos, disminuyendo aún más el rendimiento. Sin embargo, con la introducción de la cuarta generación de la arquitectura Intel GMA (GMA X3000) en 2006, muchas de las funciones fueron incorporadas en el hardware, proporcionando un aumento del rendimiento. La cuarta generación de GMA combina las capacidades de función fija con un hilo matriz de unidades de ejecuciones programables, proporcionando ventajas tanto a los gráficos y el rendimiento de vídeo. Muchas de las ventajas de la nueva arquitectura de GMA provienen de la posibilidad de cambiar de forma flexible según sea necesario entre la ejecución de tareas relacionadas con los gráficos o tareas relacionadas con el vídeo. Mientras que el rendimiento GMA ha sido ampliamente criticado en el pasado por ser demasiado lento para los juegos, la última generación GMA debería aliviar muchos de los problemas para el jugador ocasional.

## Núcleos gráficos

### Basados en Intel Graphics Media Accelerator

#### GMA 900
El GMA 900 fue el primer núcleo gráfico producidos bajo el nombre de producto Intel Graphics Media Accelerator, y se incorporó en el Intel 910G, 915G y chipsets 915Gx.
La arquitectura 3D del GMA 900 es una importante actualización de los anteriores procesadores gráficos 3D Extreme. Se trata de un diseño de 4 píxeles por ciclo de reloj compatible con DirectX 9 pixel Shader Model 2.0. Opera a una frecuencia de reloj que va desde 160 hasta 333 MHz, dependiendo del chipset en particular. A 333 MHz, tiene un pico de velocidad en el rellenado de píxeles de 1332 megapíxeles por segundo. Sin embargo, la arquitectura aún carece de soporte para hardware de transformación e iluminación y las tecnologías de sombreado de vértices similares.
Al igual que las anteriores partes de los gráficos integrados de Intel, la GMA 900 tiene soporte de hardware para compensación de movimiento MPEG-2, la conversión de espacio de color y la superposición de DirectDraw.
El procesador utiliza diferentes generadores de reloj independientes para los núcleos de visualización y render. La pantalla incluye un RAMDAC 400 MHz, 2 puertos SDVO de 25-200 megapíxeles/s, y 2 controladores de pantalla. En chipsets móviles, se incluyen transmisores LVDS de 2 a 18 bits con una potencia de entre 25 y 112 MHz.

#### GMA 3000
Los chipset 946GZ, Q965 y Q963 usan el chip GMA 3000. El núcleo GMA 3000 3D es muy diferente del X3000, a pesar del parecido de sus nombres. Se basa directamente en la generación anterior GMA 900 y GMA 950 graphics, y que pertenecen a la misma familia "i915" que ellos. Cuenta con sombreado de píxeles y vértices que sólo soportan las características de Shader Model 2.0b[cita requerida], y el sombreado de vértices sigue siendo posible sólo en software emulado. Además, la aceleración de vídeo por hardware, tales como hardware basado en computación iDCT, ProcAmp (corrección de color independiente de la secuencia de vídeo) y decodificación VC-1 no son implementados en el hardware. De los chipsets GMA 3000 equipados, sólo el Q965 conserva soporte para pantalla doble independiente. La velocidad del núcleo ronda los 400 MHz con una velocidad de llenado de 1,6 Gpixel/s, pero fue clasificada como un núcleo 667 MHz en el libro blanco.
El controlador de memoria puede abordar ahora un máximo de 256 MB de memoria del sistema y los puertos SDVO integrados han aumentado la velocidad máxima a 270 Mpixel/s.